# Good Burger 2
Série
Good Burger
(1997)
Pour plus de détails, voir Fiche technique et Distribution.
Good Burger 2  est un film américain réalisé par Phil Traill et sorti en 2023. Il fait suite à Good Burger de Brian Robbins sorti en 1997.

## Synopsis
Vingt-six ans après les événements du premier film, Dexter Reed a quitté Good Burger dans l'espoir de devenir un entrepreneur à succès, mais ses idées d'invention se révèlent être des échecs. Sa dernière invention, un spray capable de rendre n'importe quel matériau ignifuge, se retourne contre lui alors qu'il tente de présenter le matériau sur sa propre maison lors d'une manifestation destinée aux investisseurs, dont Mark Cuban, qui finit par la brûler. Resté sans maison ni entreprise, Dexter cherche à emménager avec sa sœur Charlotte, mais elle refuse car elle est l'un de ses investisseurs. Il appelle alors Ed, qui travaille toujours chez Good Burger et accepte de le laisser rester chez lui.
Dexter rend visite à Good Burger pour trouver de nombreux nouveaux employés : deux jumelles Cindy et Mindy ;  la vieille Ruth;  le fils d'Ed, Ed 2, qui ressemble et agit exactement comme Ed ;  et la nièce de Dexter, Mia, la fille de Charlotte qui ne veut rien avoir à faire avec Dexter. Le restaurant a un nouveau directeur nommé M. Jensen. En plus de travailler comme caissier, Ed est maintenant propriétaire en raison de son amour du restaurant. Le seul employé familier est Fizz, qu'Ed a accidentellement laissé dans le congélateur pendant 22 ans et qui est décongelé. Chez Ed, Dexter rencontre la famille d'Ed : sa femme Edie et leurs nombreux autres enfants qui ressemblent à Ed et portent des noms de condiments. Dexter est choqué de découvrir que Roxanne, qui avait déjà tenté de séduire Ed pour la recette de sa sauce pour Mondo Burger, travaille désormais comme leur nounou.Dexter décide de travailler à nouveau chez Good Burger tout en réfléchissant à sa prochaine aventure entrepreneuriale. Lorsqu'il présente son idée de glace permanente à Mia, elle en rit. Pendant ce temps, Ed est harcelé par Cecil McNevin, avocat du conglomérat MegaCorp, pour transformer Good Burger en une franchise mondiale, mais Ed est incertain. MegaCorp envoie deux crétins pour forcer Ed à signer l'accord, mais la maladresse naturelle d'Ed les blesse. Cecil essaie de faire appel à Dexter, expliquant que leur intention est de développer Good Burger mais pas de le retirer à Ed et qu'ils prévoient d'accorder de grosses augmentations aux employés. Dexter le considère en fonction de l'avantage financier, puis amène Ed à déjeuner avec Cecil pour expliquer l'accord et ils acceptent tous les deux de signer.Lors de la fête de lancement de la franchise, Cecil révèle que le magasin phare est en train d'être fermé et que ses employés ont été licenciés comme l'exige le contrat, que Dexter et Ed n'avaient pas lu avant de signer. Alors que tout le monde se retourne contre Dexter, il emmène Ed au siège de MegaCorp pour exiger qu'ils rétablissent le restaurant phare et réembauchent les employés. Ils rencontrent le PDG Katt Bozwell, la sœur de l'ancien propriétaire de Mondo Burger, Kurt Bozwell, qui veut se venger de Good Burger après avoir envoyé Kurt en prison. Elle envisage de renommer le restaurant Mega Good Burger et prévoit de remplacer tous les employés par des versions robotisées d'Ed. Après avoir détruit la voiture Good Burger, MegaCorp les renvoie chez eux dans une voiture de livraison autonome que Katt envoie de manière incontrôlable pour se débarrasser d'eux. Dexter force la voiture à rouler en cercle jusqu'à ce qu'elle soit à court de puissance.Déplorant ses échecs, Dexter demande à Ed de rallier les employés de Good Burger pour arrêter le lancement de Mega Good Burger. Ils prévoient d'infiltrer le siège de MegaCorp afin que Mia, une experte en informatique, puisse arrêter les machines avant le lancement. Pendant que Dexter, Ed et Mia s'infiltrent dans le bâtiment, les autres employés créent une diversion, mais leur ruse est découverte. Dexter et Ed se séparent de Mia et trouvent la salle de contrôle tandis que Mia est coincée sur un tapis roulant. Dexter part à la recherche de Mia, laissant Ed fermer les restaurants. Dexter sauve Mia, mais ils sont capturés et emmenés à la salle de contrôle où Ed est également emmené. Alors que Katt fait la première démonstration à la télévision nationale, le robot Ed lui jette de la nourriture, suivi par les autres machines tirant de la nourriture sur tout le monde, partout dans le monde. Ed avait décidé qu'il serait préférable de reprogrammer les machines pour qu'elles se détraquent.Par la suite, MegaCorp est fermée et Ed retrouve la propriété du Good Burger original. Charlotte vient rendre visite à Dexter et Mia et Dexter est autorisé à lui présenter ses excuses. Ed et Ed 2 révèlent à Dexter qu'ils ont trouvé comment fabriquer de la glace permanente et Good Burger la vend avec succès à Mark Cuban, gagnant 10 000 000 $.

## Fiche technique
- Titre original : Good Burger 2
- Réalisation : Phil Traill
- Scénario : Kevin Kopelow et Heath Seifert
- Musique : Oak Felder
- Photographie : Jay Hunter
- Montage : Christian Hoffman
- Production :
- Sociétés de production : Nickelodeon Movies, Awesomeness Films et Artists for Artists
- Société de distribution : Paramount+
- Pays de production :  États-Unis
- Langue originale : anglais
- Format : couleur
- Genre : comédie
- Durée : 90 minutes
- Dates de sortie[1] :
  - États-Unis, Canada : 22 novembre 2023 (sur Paramount+)

## Distribution
- Kenan Thompson (VFB : Nicolas Matthys) : Dexter Reed[2]
- Kel Mitchell (VFB : Sébastien Hébrant) : Ed[2]
- Josh Server : Fizz[2]
- Lori Beth Denberg : Connie Muldoon[2]
- Alex R. Hibbert : Ed2, Ed's son[2]
- Kamaia Fairburn[2]
- Fabrizio Guido[2]
- Elizabeth Hinkler[2]
- Emily Hinkler : Mindy[2]
- Anabel Graetz : Ruth[2]
- Jillian Bell : Katt Boswell[2]
- Lil Rel Howery : Cecil McNevin[2]
- Carmen Electra : Roxanne[2]